# Valdemar Carabina
Valdemar dos Santos Figueira, mais conhecido como Valdemar Carabina (São Paulo, 28 de janeiro de 1932 — Salvador, 21 de agosto de 2010), foi um treinador de futebol e futebolista brasileiro, que atuou como zagueiro. Defendeu o Palmeiras por vários anos, sendo o quinto jogador a disputar mais partidas com a camisa alviverde em toda a história Valdemar é o zagueiro com mais jogos com a camisa do Palmeiras.

## História
Como jogador do Palmeiras, Valdemar Carabina disputou 594 jogos, com 326 vitórias. Ele marcou apenas 9 gols com a camisa do Verdão, mas um deles é considerado um dos mais belos gols marcados no Pacaembu e deu origem ao apelido "Carabina".
O apelido foi entoado a primeira vez pelo lendário comentarista Mário Moraes que narrou na Rádio Panamericana o gol como "um tiro mais forte do que o tiro de uma carabina".
Em 1972 e 1974, Valdemar Carabina foi técnico do Atlético Paranaense, além do próprio Palmeiras em 1987. Também treinou o Náutico em 1976.

## Morte
Valdemar Carabina morreu em Salvador, no dia 21 de agosto de 2010, vítima do Mal de Alzheimer.

## Títulos
Palmeiras
- Campeonato Brasileiro: 1960
- Torneio Rio–São Paulo: 1965
- Campeonato Paulista: 1959, 1963 e 1966